# Tonight: Franz Ferdinand
Tonight: Franz Ferdinand — третій студійний альбом шотландського рок-гурту «Franz Ferdinand», виданий 26 січня 2009-го року на лейблі «Domino Records». Платівка досягла 2 позиції у британському чарті, 9 позиції у американському чарті Billboard 200, а також увійшла у топ-10 у декількох інших країнах.

## Список пісень
| #   | Назва                | Тривалість |
| --- | -------------------- | ---------- |
| 1.  | «Ulysses»            | 3:11       |
| 2.  | «Turn It On»         | 2:20       |
| 3.  | «No You Girls»       | 3:41       |
| 4.  | «Send Him Away»      | 2:59       |
| 5.  | «Twilight Omens»     | 2:29       |
| 6.  | «Bite Hard»          | 3:26       |
| 7.  | «What She Came For»  | 3:33       |
| 8.  | «Live Alone»         | 3:29       |
| 9.  | «Can't Stop Feeling» | 3:02       |
| 10. | «Lucid Dreams»       | 7:56       |
| 11. | «Dream Again»        | 3:18       |
| 12. | «Katherine Kiss Me»  | 2:55       |

| iTunes бонус-треки (США та Канада) | iTunes бонус-треки (США та Канада) | iTunes бонус-треки (США та Канада) |
| #                                  | Назва                              | Тривалість                         |
| ---------------------------------- | ---------------------------------- | ---------------------------------- |
| 13.                                | «Lucid Dreams»                     | 3:42                               |
| 14.                                | «Ulysses (Disco Bloodbath Effect)» | 8:03                               |
| 15.                                | «Feeling Kind of Anxious»          | 6:31                               |

## Учасники запису
- Алекс Капранос — вокал, гітара, клавішні;
- Ніколас Маккарті — електронна гітара, клавішні, бек-вокал;
- Роберт Харді — бас-гітара;
- Пол Томсон — ударні.